# Joseph Schildkraut
Joseph Schildkraut (22. března 1896 – 21. ledna 1964) byl rakousko-americký filmový a divadelní herec. Získal Oscara za nejlepší výkon ve vedlejší roli v roce 1937 za roli Alfreda Dreyfuse ve filmu Život Emila Zoly.
Joseph Schildkraut byl syn známého herce Rudolpha Schildkrauta. V roce 1910 doprovázel svého otce na turné do USA a v roce 1913 se vrátil do Evropy. V Berlíně Schildkrauta vedl Max Reinhardt a brzy se proslavil. Po filmových rolích v Německu a Rakousku se Schildkraut v roce 1920 přestěhoval do USA, kde debutoval v roce 1921. Objevil se také v divadelních hrách Peer Gynt (1923) a Alenka v říši divů (1932) na Broadwayi.
Schildkraut se poprvé oženil 7. dubna 1923. Manželství s filmovou herečkou Elise Bartlettovou bylo rozvedeno 9. června 1930. Se svou druhou manželkou Marií McKayovou, kterou si vzal 27. května 1932, Schildkraut setrval 29 let. Zemřela při natáčení 17. února 1962. V létě roku 1963 se Schildkraut oženil s Leonorou Rogersovou, s níž zůstal až do své smrti. Všechna tři manželství zůstala bezdětná.
Krátce po natáčení filmu The Greatest Story Ever Told Schildkraut zemřel ve věku 67 let na infarkt.